# ヒスタミン-N-メチルトランスフェラーゼ
ヒスタミン-N-メチルトランスフェラーゼ(histamine N-methyltransferase, HMT, HNMT)は、ヒスタミンの代謝に関与する2種の酵素のうちの1つである。もう一方はジアミンオキシダーゼである。ヒスタミン-N-メチルトランスフェラーゼは、S-アデノシルメチオニン(SAM)を用いてヒスタミンをN-メチルヒスタミンにメチル化する。ほとんどの体組織に存在するが流動性は持たない。この酵素は2番染色体に位置する単一遺伝子によってエンコードされている。